# Don Menza
Don Menza (22 de abril de 1936) es un saxofonista, arreglista musical y compositor de jazz estadounidense.

## Trayectoria
Menza nació y creció en Búfalo (Nueva York), donde comenzó a tocar el saxofón tenor a los trece años, estudiando con el músico John Sedola. 
Después de servir en la Armada de Estados Unidos, formó parte de la orquesta de Maynard Ferguson entre 1960 y 1962, tras lo cual trabajó brevemente con Stan Kenton participando en la grabación del álbum Adventures in Time. Entre 1964 y 1968 vivió en Alemania. De vuelta a Estados Unidos se unió a la banda de Buddy Rich con quienes grabó un conocido solo durante un concierto en Las Vegas. Instalado en California, trabajó con Elvin Jones y Louie Bellson.
En 2005, Menza fue incluido en el Salón de la Fama de Buffalo.
Su hijo Nick Menza fue baterista de la banda de Thrash Metal, Megadeth. 

## Discografía
- 1966 Morning Song (MPS)
- 1977 First Flight (P-Vine)
- 1977 Bones Blues (Sackville)
- 1979 Horn of Plenty
- 1981 Burnin'  (RealTime)
- 1981 Hip Pocket (Palo Alto)
- 1991 Live at Claudio's (Sackville)
- 1992 Series 20 Exitos: La Tariacuri (BMG)
- 2005 Menza Lines (Jazzed Media)
- 2006 Voyage (SWR/Hänssler Classic)[3]
- 2017 Sonny Daze (Alessa Records)

Con Maynard Ferguson
- Si! Si! M.F. (Roulette, 1962)
- Maynard '63 (Roulette, 1962)
- Message from Maynard (Roulette, 1962)
- Maynard '64 (Roulette 1959-62 [1963])